# Bạch Dương (diễn viên)
Bạch Dương (tiếng Trung: 白杨; 4 tháng 3 năm 1920 – 18 tháng 9 năm 1996) là một nữ diễn viên người Trung Quốc, hoạt động chủ yếu trong khoảng thời gian từ thập niên 1930 đến thập niên 1950. Trong khoảng thời gian này, bà được xem như là một trong những ngôi sao điện ảnh nổi tiếng nhất Trung Quốc. Bà được coi là người đứng đầu trong "Tứ đại danh đán" của Trung Quốc thời bấy giờ, trước cả Tần Di, Thư Tú Văn và Trương Thụy Phương. Các bộ phim nổi tiếng nhất của bà bao gồm Thập tự nhai đầu (1937), Nhất giang Xuân Thủy hướng đông lưu (1947), Bát thiên lý lộ vân hòa nguyệt (1947).

## Thời niên thiếu
Bạch Dương được sinh ra vào ngày 4 tháng 3 năm 1920 dưới cái tên Dương Thành Phương (杨成芳) trong một gia đình giàu có ở Bắc Kinh, Trung Quốc. Bà là con út trong một gia đình bốn người con. Chị gái của bà là Dương Mạt, một tiểu thuyết gia. Cả cha lẫn mẹ của bà đều đã qua đời khi bà mới 11 tuổi.
Bạch Dương đã đóng một vai phụ trong bộ phim câm Cố cung tân oán của Hầu Diệu, được thực hiện bởi Hãng phim điện ảnh Liên Hoa. Bà đã trở thành một nữ diễn viên kịch trong vài năm, tham gia vào các vở kịch của Điền Hán và Hồng Thâm, cũng như các vở kịch nước ngoài của Oscar Wilde và Eugene O'Neill.

## Sự nghiệp thời kỳ đầu và chiến tranh Trung–Nhật
Năm 1936, Bạch Dương gia nhập Hãng phim Minh Tinh ở Thượng Hải. Bà được giao vai chính trong bộ phim Thập tự nhai đầu năm 1937 của Thẩm Tây Linh, đồng diễn xuất cùng Triệu Đan. Bộ phim là một thành công lớn, và Bạch Dương, với sự diễn xuất nhận được nhiều lời khen ngợi, đã trở nên rất nổi tiếng, được giới truyền thông so sánh với Greta Garbo.
Chiến tranh Trung-Nhật lần thứ hai nổ ra không lâu ngay sau đó, các hãng phim của Thượng Hải hầu hết bị phá hủy trong Trận Thượng Hải sau ba tháng giao tranh khốc liệt. Với việc Thượng Hải thất thủ, Bạch Dương rút lui về Trùng Khánh, thủ đô của Trung Quốc thời chiến. Trong tám năm chiến tranh, bà chỉ tham gia ba bộ phim, bao gồm Trung Hoa nhân nữ (đạo diễn Thẩm Tây Linh) và Thanh niên Trung Quốc (đạo diễn Tôn Du), đều nói về đề tài yêu nước. Ngoài ra, bà cũng tham gia diễn xuất trong hơn 40 vở kịch, chủ yếu về đề tài yêu nước. Bà được coi là người đứng đầu trong "Tứ đại danh đán" thời bấy giờ, trước các đồng nghiệp là Tần Di, Thư Tú Văn và Trương Thụy Phương.

## Hậu Thế chiến II

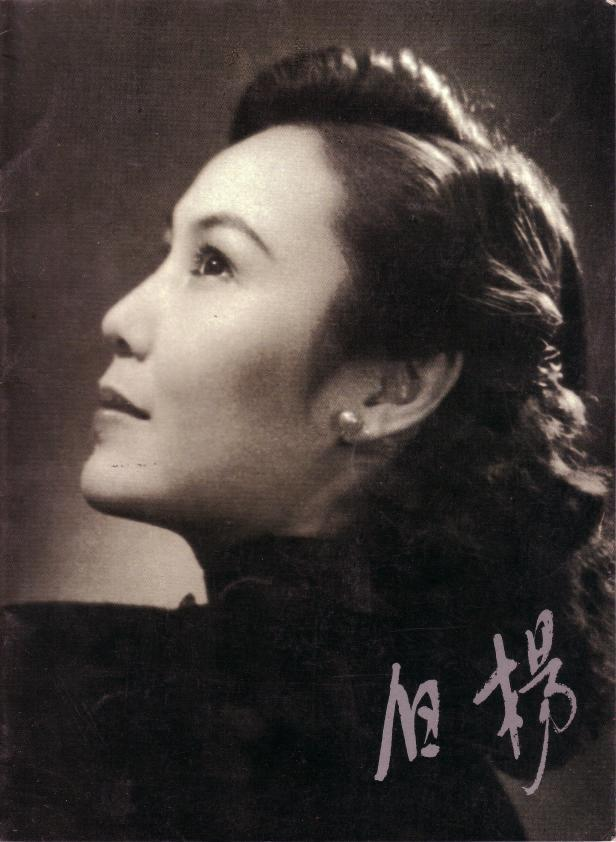
Bạch Dương

Sau khi Thế chiến II kết thúc, Bạch Dương quay trở về Thượng Hải và đảm nhận vai chính trong hai bộ phim nổi tiếng nhất của bà: Bát thiên lý lộ vân hòa nguyệt (đạo diễn Sử Đông Sơn) và Nhất giang Xuân Thủy hướng đông lưu (đạo diễn Thái Sở Sinh và Trịnh Quân Lý), cả hai bộ phim đều có nội dung xoay quanh những dư chấn của cuộc chiến. Sự diễn xuất của bà trong bộ phim thứ hai khi vào vai một nữ công nhân nhà máy bị người chồng yêu nước đã trở thành chủ nhà máy bỏ rơi, được coi là cột mốc sự nghiệp của bà. Bộ phim đã phá vỡ mọi kỷ lục của Trung Quốc thời bấy giờ và được một số người coi là Cuốn theo chiều gió của Trung Quốc.

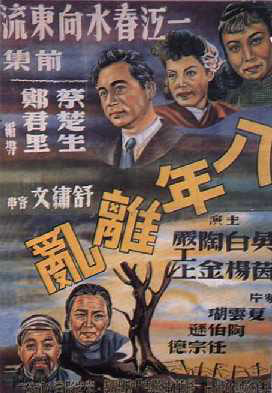
Nhất giang Xuân Thủy hướng đông lưu (1947), màn diễn xuất nổi tiếng nhất của Bạch Dương

Vì những đóng góp của bà cho điện ảnh cánh tả, Bạch Dương đã được mời đến Thiên An Môn để tham dự lễ thành lập Cộng hòa Nhân dân Trung Hoa vào ngày 1 tháng 10 năm 1949. Sau đó, bà đã trở thành nhân viên của Hãng phim Thượng Hải và đồng thời là phó chủ tịch Hiệp hội các nhà làm phim Trung Quốc. Bà cũng đã tiếp tục đảm nhận vai chính trong một số bộ phim nữa, đáng chú ý nhất là bộ phim Lễ vật đón tất niên 1955, dựa trên một truyện ngắn cùng tên của Lỗ Tấn. Bộ phim là một thành công lớn khi giành được giải thưởng đặc biệt của Liên hoan phim quốc tế Karlovy Vary năm 1957 tại Tiệp Khắc.  Năm 1957, các cuộc khảo sát được thực hiện bởi hai tờ báo lớn đã xếp hạng bà là nữ diễn viên điện ảnh nổi tiếng nhất Trung Quốc.
Sự nghiệp điện ảnh của Bạch Dương đã bị kết thúc một cách đột ngột bởi sự hỗn loạn của Cách mạng Văn hóa. Trong thời gian này, bà đã bị bức hại và tống giam trong vòng 5 năm, dù bà không bị tổn hại về thể xác như nhiều đồng nghiệp của mình. Sau khi được phục hồi danh dự vào những năm 1970, bà đóng vai Tống Khánh Linh trong một bộ phim truyền hình năm 1989 ca ngợi cuộc đời của góa phụ của người cha sáng lập của Trung Quốc hiện đại. Cùng năm đó, bà được bình chọn là số một trong số 10 ngôi sao điện ảnh nổi tiếng nhất trong 40 năm đầu tiên của Trung Quốc. Năm 1990, một buổi lễ lớn đã được tổ chức để kỷ niệm 60 năm sự nghiệp diễn xuất của Bạch Dương.

## Đời tư
Bạch Dương đã kết hôn với một đạo diễn tên là Tưởng Quân Siêu. Hai người có với nhau hai người con. 
Người con gái Tưởng Hiểu Trân, cũng đã trở thành đạo diễn phim.
Vào ngày 18 tháng 9 năm 1996, bà qua đời tại Thượng Hải, Trung Quốc ở tuổi 76. Bà được chôn cất tại nghĩa trang Tân Hải Cổ Viên (滨海古园) ở Thượng Hải.